# غابرييل غوبان
غابرييل غوبان هو ممثل بلجيكي، ولد في 12 مايو 1903 في بلجيكا، وتوفي في 9 فبراير 1998 في فرنسا.

## وصلات خارجية
- غابرييل غوبان على موقع IMDb (الإنجليزية)
- غابرييل غوبان على موقع ألو سيني (الفرنسية)
- غابرييل غوبان على موقع أول موفي (الإنجليزية)
- غابرييل غوبان على موقع قاعدة بيانات الأفلام السويدية (السويدية)
- غابرييل غوبان على موقع قاعدة بيانات الفيلم (الإنجليزية)
- غابرييل غوبان على موقع كينوبويسك (الروسية)